# Społeczeństwo wiedzy
Społeczeństwo wiedzy – model społeczny, w którym kluczową rolę odgrywa nauka i kapitał intelektualny.
Społeczeństwo wiedzy cechuje się:
- dominującą rolą sektora usług w gospodarce,
- rozwój sektora finansów i ubezpieczeń, a także ochrony zdrowia, oświaty i nauki,
- wzrastającą rolą specjalistów i naukowców w strukturze zawodowej,
- dużą rolą ekspertów w podejmowaniu decyzji o charakterze indywidualnym,
- wiedza teoretyczna posiada centralne znaczenie jako źródła innowacji,
- tworzenie technologii intelektualnych, jako podstawy podejmowania decyzji społecznych.

Termin społeczeństwo wiedzy został po raz pierwszy użyty w 1947 roku przez Norberta Wienera w książce dotyczącej relacji między cybernetyką i społeczeństwem. W 1969 roku tego terminu użył również Peter Drucker. Powszechnie wykorzystywano go od lat 90. XX wieku.